# اللعبة (برنامج)
اللعبة هو برنامج ترفيهي مصري من تقديم السيناريست تامر حبيب عرض في شهر رمضان 2008. ووفقاً لاستطلاع أَجْرته مجلة جود نيوز تي في احتل برنامج اللعبة المرتبة الثانية من حيث الجماهيرية بعد برنامج حيلهم بينهم.

## اللعب
ينتقل تامر مع نجم الحلقة بين مجموعة من الألعاب التى في أساسها وجوهرها تقوم على أساس علمى لقياس انفعالات نفسية محددة و من الألعاب لعبة بعنوان "إزززز"، حيث يمرر النجم حلقة من دوائر حديدية معقدة مع الإجابة على تساؤلات يطرحها تامر حبيب لقياس قوة التركيز والأداء في نفس الوقت، أما اللعبة الثانية فتحمل عنوان "زيـــكو"، حيث ينتقل تامر مع النجم إلى بقالة "زيكو"، ويبدأ الفنان لعب دور "صبى البقال" في تلقى طلبات الزبائن والبحث عنها في سباق مع زمن محدد، مع العلم بأن هذه الطلبات قد تحتاج قدرة على التخيل وسرعة البديهة لمعرفتها. أما اللعبة الثالثة فتحمل عنوان " تكنولوجى"، حيث يلعب تامر مع ضيفه مجموعة من الألعاب التكنولوجية الحديثة، مستخدمين شاشات الكمبيوتر ووسائل عرض متقدمة. واللعبة الرابعة بعنوان " تياترو"، حيث نرى الفنان يرسم بنفسه صياغة لشخصية يلعب دورها ويتقمصها خلال دقائق من بداية الفقرة.وفى نهاية الحلقة يبدأ تامر في عرض التحليل النفسى للضيف، والذى أعده طبيب نفسى متخصص بناءً على أداء الضيف في كل لعبة وتصرفاته وانطباعاته وحركاته.